# Tyler Brûlé
Jayson Tyler Brûlé (né en 1968 à Winnipeg dans le Manitoba) est un journaliste, entrepreneur et éditeur de magazines d'origine canadienne. 
Il est le créateur en 1995 de la revue Wallpaper* et en 2007 du magazine Monocle dont il est le rédacteur en chef.

## Biographie
Tyler Brûlé  est né en 1968 à Winnipeg, au Canada, dans une famille de classe moyenne. Son nom de famille, Brûlé, courant au Canada, est d’origine malouine. Son père est joueur de football américain et sa mère, originaire d'Estonie, est artiste.
Il grandit à Montréal et à Toronto où il étudie au Bennington College et à l'Université métropolitaine de Toronto. Il entame brièvement des études de journalisme puis travaille à la Dow Jones TV avant de s'établir en Angleterre. Il se forme à la BBC et devient reporter free-lance, écrivant pour Stern, Vanity Fair, le Sunday Times et ABC News. En 1994, il part en Afghanistan pour couvrir la guerre pour le magazine allemand Focus. Il y est grièvement blessé. 
En 1995, à 27 ans, il crée à Londres un magazine de luxe sur le design, la mode et l'architecture, Wallpaper*, caractérisé par l'astérisque qui suit son nom.
Le magazine est diffusé dans 50 pays. Wallpaper* est racheté un an plus tard, en 1997,  par Time Warner pour la somme de 1,6 million de dollars. Tyler Brûlé en reste le directeur éditorial jusqu'à son licenciement en 2002. 
Son ton décontracté et son style urbain, novateur à l'époque, lui vaut d'être couronné en 2001 du grand prix de la Société britannique des rédacteurs en chef de magazines (en). 
Il signe également The Fast Line, des billets hebdomadaires de tendances de l'époque dans Le Financial Times. Il quitte le journal en 2017 après plus d'une décennie de chroniques, des lecteurs ayant pointé des conflits d'intérêt avec des clients de son agence, avantageusement cités dans la rubrique. 
En 2002, avec son agence de design Winkreative (en), fondée en 1998 sous le nom de Wink Media, il crée le nouveau design de Swiss International Air Lines qui remplace l'ancienne compagnie Swissair. 
En 2007, il lance le magazine mensuel Monocle, une revue de lifestyle destinée à un public de jeunes actifs masculins aisés disposant en moyenne d’un revenu annuel de 400 000 dollars. La marque est ensuite déclinée en boutiques, coffee shops, en radio internationale Monocle Radio (en) (anciennement M24), guides touristiques et divers produits dérivés. Il est également à l'origine du  trimestriel Konfekt Magazine lancé en décembre 2020 à destination d'un public féminin.
Adepte de l'art de vivre planétaire des jet-setteurs, Tyler Brûlé est cependant attaché à la presse écrite et à l'imprimé, qu'il privilégie par rapport au numérique, et dit militer pour l’abstinence digitale. Il reste volontairement à distance des réseaux sociaux et les ordinateurs ne sont pas autorisés dans ses boutiques pourvues d'un café et d'une librairie.
Il vit à Zurich.

## Distinctions
En 2001, à l'âge de 33 ans seulement, Tyler Brûlé est couronné du grand prix de la Société britannique des rédacteurs en chef de magazines pour l'ensemble de son oeuvre.
Le 3 juillet 2006, le site britannique pinknews.co.uk désigne Brûlé comme la 37e personne homosexuelle la plus influente du Royaume-Uni. L'année précédente, il était 43e sur une liste similaire publiée par le journal Independent on Sunday (26 juin 2005).
En 2011, Monocle est désigné l'un des dix meilleurs titres de l'année d'après « A List » d'Advertising Age USA (AdAge) et Brûlé est nommé rédacteur en chef de l'année. 
En 2015, Monocle remporte un prix D&AD Wood Pencil pour sa publication The Forecast.